# Route nationale 544
Pour les articles homonymes, voir Route 544.
La route nationale 544 était une route nationale française reliant Gap à Orcières, dans le département des Hautes-Alpes. La RN 544 a été créée le 1er octobre 1930 par transformation du GC 13 des Hautes-Alpes. À la suite de la réforme de 1972, elle a été déclassée en route départementale 944 en deux étapes : le 1er avril 1973 entre la RN 85 et le CD 114 et le 1er janvier 1974 entre le CD 114 et Orcières.
Ultérieurement, un court tronçon desservant la zone industrielle de Fos-sur-Mer, reliant Le Ventillon et la darse sud, a été classé route nationale 544. Le décret du 5 décembre 2005 a entraîné son transfert au Port Autonome de Marseille sous le nom P 544.

## Ancien tracé
La RD 944 (ex-RN 544) a son origine à Puymombeau sur la route nationale 85 dans la montée du col Bayard, à 5 kilomètres du centre de Gap, à 980 mètres d'altitude. Elle se dirige vers le nord-est, suivant une pente régulière et un tracé légèrement sinueux, jusqu'au col de Manse (altitude 1269 mètres). Peu après le col elle croise la D 14 (Saint-Laurent-du-Cros - La Bâtie-Neuve), et laisse à droite un embranchement vers Ancelle (D 13). 
La route se dirige alors vers le nord, descend en lacets, et atteint la vallée du Drac au lieu-dit Pont de Frappe, à 1080 mètres d'altitude. De là elle suit le fond de la vallée, qu'elle remonte en direction du nord-est puis de l'est jusqu'à Orcières. Elle s'y termine au chef-lieu en cul-de-sac, d'autres routes continuant cependant vers Archinard, Prapic et Orcières-Merlette. 

### De Gap à Orcières (D 944)
| Localité ou lieu-dit                               | PK      | Nom actuel |
| Puymombeau, commune de Gap                         | (km 0)  | D 944      |
| Col de Manse (1269 m)                              | (km 6)  |            |
| Manse, commune de Forest-Saint-Julien              | (km 10) |            |
| Pont de Frappe                                     | (km 12) |            |
| La Plaine, commune de Chabottes                    | (km 15) |            |
| Pont du Fossé, commune de Saint-Jean-Saint-Nicolas | (km 20) |            |
| Pont de Corbière, commune de Champoléon            | (km 24) |            |
| Orcières                                           | (km 30) | D 944      |

### Embranchements
- La route nationale 544A, déclassée en RD 944A, se sépare de la RD 944 au pont de Corbière, au confluent du Drac blanc et du Drac noir, et remonte le vallon de Champoléon jusqu'au hameau des Borels, soit 4 kilomètres de trajet.

## Place dans le réseau
La RN 544 avait une place marginale dans le réseau des routes nationales d'avant les années 1970. Du fait de son parcours très court, elle ne croisait que trois autres routes nationales :

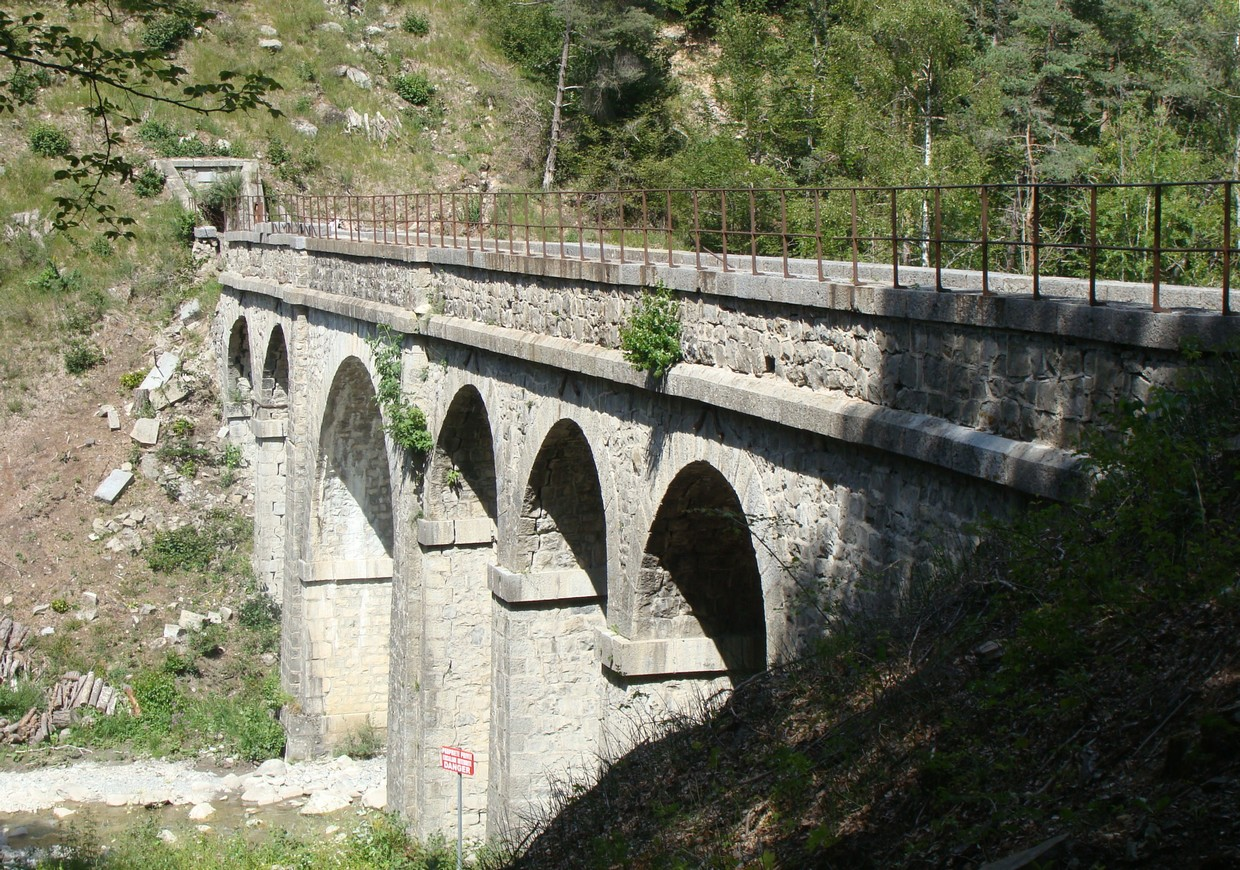
L'aqueduc des gorges sur le ruisseau d'Ancelle

- la RN 85 à Puymombeau ;
- la RN 545 à La Haute Plaine ;
- la RN 544A au Pont de Corbière.

## Tourisme
Les principales attractions touristiques situées sur la route ou à très courte distance sont :
- le canal de Gap, ou canal du Drac, et le réservoir des Jaussauds, entre Puymonbeau et le col de Manse
- le viaduc du Buzon et la plateforme du chemin de fer du Champsaur
- le Puy de Manse et le Chapeau de Napoléon, sommets proches du col de Manse
- l'aqueduc des gorges sur le ruisseau d'Ancelle, à proximité de Pont-de-Frappe
- les villages-stations d'Ancelle, Saint-Léger-les-Mélèzes, Chaillol, Pont-du-Fossé, Serre-Eyraud
- la vallée de Champoléon
- la base de loisirs d'Orcières
- les hameaux d'Orcières (Prapic, Archinard, Merlette-station,...)